# روكستار سان دييغو
روكستار سان دييغو (بالإنجليزية: Rockstar San Diego) هي شركة أمريكية مطورة لألعاب الفيديو تابعة لشركة روكستار جيمز ومقرها كارلسباد، كاليفورنيا. أسس رجل الأعمال الكولومبي دييجو أنجل الشركة باسم «أنجيل ستوديوز» في يناير 1984 بعد دراسة السينما في شيكاغو، حيث نشأ مولعًا بالرسوم المتحركة على الكمبيوتر. بدأ الاستوديو بالتركيز على الرسوم المتحركة والتأثيرات المرئية لإنتاج الوسائط المتعددة مثل الإعلانات والأفلام ومقاطع الفيديو الموسيقية. تشمل المنتجات البارزة فيلم The Lawnmower Man والفيديو الموسيقي لأغنية Kiss That Frog لبيتر غابرييل.
بدأت أنجيل ستوديوز العمل على صناعة ألعاب الفيديو خلال التسعينيات، حيث أنتجت مشاهد للعبة إيكو: ذا تايدز أوف تايم في 1994 و Mr. Bones في 1996. طورت الشركة ألعابًا كاملة مع نينتندو (ألعاب كرة القاعدة) ومايكروسوفت (ميدتاون مادنس و ميدتاون مادنس 2)، وأنتجت نقل ريزدنت إيفل 2 لـ نينتندو 64. أعجبت روكستار غيمز بعمل الاستوديو في ميدتاون مادنس وقدمت شراكة طويلة الأمد معه في عام 1999، مما أدى إلى إنشاء سلسلة ألعاب الفيديو ميدنايت كلوب و Smuggler's Run. استحوذت شركة تيك-تو إنترأكتيف، الشركة الأم لشركة روكستار غيمز، على أنجيل ستوديوز في نوفمبر 2002 وأصبحت روكستار سان دييجو. غادر أنجل الاستوديو في مايو 2005 وعاد إلى كولومبيا.
منذ عام 2004، قامت روكستار سان دييغو بتشغيل فريق محرك ألعاب داخلي يقوم بتطوير محرك روك ستار المتقدم للألعاب الخاص بروكستار غيمز، والذي يستخدم في معظم عناوين الناشرين. قاد الاستوديو تطوير المزيد من ألعاب ميدنايت كلوب، ريد ديد ريفولفز (2004)، ريد ديد ريدمبشن (2010)، وحزمتها التوسعية ريد ديد ريدمبشن:أنديد نايتمار. تعاون الاستوديو مع استوديوهات روكستار غيمز الأخرى في ماكس باين 3 (2012) و غراند ثفت أوتو 5 (2013) وريد ديد ريدمبشن 2 (2018).

## تاريخ
بعد السنة الأولى، استثمر صهر زوجة أنجل في الشركة وحصل أنجل على قرض مصرفي. في العام الثاني، بلغت الإيرادات 25,000 دولار أمريكي (59٬024$ في 2025) وبحلول عام 1989، كان لدى ستة موظفين ومعدات بنصف مليون دولار. لضمان بقاء الموظفين الرئيسيين مع الشركة، جعل أنجيل ثلاثة منهم شركاء في مارس 1989، من بينهم براد هانت، مدير التكنولوجيا التنفيذي في أنجيل ستوديوز، ومايكل ليمبر، الرئيس التنفيذي للعمليات ورئيس قسم الإبداع لاحقًا. نمت الشركة إلى اثني عشر موظفًا بحلول فبراير 1993. استخدم أنجيل ستوديوز فلسفة أطلق عليها «الـ P الثلاثة» (الشغف والصبر والمثابرة)، مما يعني أنه لن يقبل كل عرض يأتي في طريقه، ويختار بدلاً من ذلك قبول المشاريع التي عرضت فريقه وتقنياته.

### الدخول إلى ألعاب الفيديو (1993-2000)
خلال أوائل التسعينيات، تعاونت أنجيل ستوديوز في عروض تقنية لأجهزة الكمبيوتر المتطورة من سيليكون غرافيكس واستلمت بعضًا من هذه الحواسيب في المقابل. كان أحد عملاء سيليكون غرافيكس هو غينيو تاكادا ‏ من نينتندو، والذي أعجب بعمل أنجيل ستوديوز. التقى مع الشركة ووقع اتفاقية جعلت أنجيل ستوديوز شريكًا لوحدة تحكم نينتندو 64 القادمة. حول الاستوديو تركيزه إلى تطوير ألعاب الفيديو وأعلنت نينتندو أنها واحدة من الاستوديوهات في "Dream Team" من مطوري الطرف الثالث لـ نينتندو 64 في فبراير 1995. في هذا الوقت تقريبًا، قاد أنجيل بوعي الاستوديو بعيدًا عن المشاريع «عالية المخاطر وذات رأس مال كثيف»، حتى لو كانت توفر إمكانات غنية. واستشهد ليمبر بقرارات أنجيل التجارية باعتبارها العامل الأكبر في بقاء الشركة في فقاعة الدوت كوم، والتي أثرت بشدة على صناعة الوسائط المتعددة في منطقة سان دييغو. في وقت لاحق، قال أنجل إنه لم يكن لديه أبدًا خطة عمل أو بيان مهمة واتخذ قرارات من خلال الشعور الغريزي. في هذا الوقت تقريبًا، قبلت أنجيل ستوديوز عرض مصمم اللعبة إد أنونزياتا ‏ لإنشاء مقاطع فيديو لإصدار ميجا سي دي من إيكو: ذا تايدز أوف تايم . سعيدًا بالنتيجة، دعا أنونزياتا الاستوديو للعمل على مقاطع فيديو للعبته التالية على Mr. Bones for the سيغا ساترن. تم إصدار السيد بونز في عام 1996 مع أفلام سينمائية وأعمال فنية إضافية من قبل أنجيل ستوديوز.
كجزء من «فريق الأحلام» من نينتندو، طورت الشركة لعبتين رياضيتين تضم لاعب البيسبول الأمريكي كين جريفي جونيور - دوري البيسبول الرئيسي و Slugfest - والتي تم إصدارها من أجل نينتندو 64 في 1998 و 1999 على التوالي. على الرغم من أن النقاد أشادوا بكلتا المباراتين، قرر أنجل عدم صنع المزيد من الألقاب الرياضية لأن أنجل ستوديوز «لم تكن شركة رياضية». واصلت أنجيل ستوديوز عملها من أجل نينتندو 64، بالتعاون مع المصمم شيغيرو مياموتو في لعبة قتالية على المركبات بعنوان Buggie Boogie. أصدر مياموتو عقودًا مدتها ثلاثة أشهر للشركة، ولم يحتفظ بأي مستندات وعاد كل ثلاثة أشهر للتحقق من تقدم اللعبة. أمضت أنجيل ستوديوز خمسة وأربعين يومًا في إنشاء «الكتاب المقدس التصميمي» لاجتماعها الأول مع مياموتو، الذي رفضه وطلب من الاستوديو «العثور على المتعة» خلال الأشهر الثلاثة المقبلة. كانت اللعبة ستشهد المركبات تستهلك بعضها البعض، وتمتص حمضها النووي للحصول على قوتها. بعد ستة إلى تسعة أشهر، تم إلغاء العنوان حيث أعطت نينتندو الأولوية لنموذج أولي من ديدي كونغ رايسينغ. تم ترك أنجيل ستوديوز مع عرض تقني «مصقول جيدًا»، والذي استخدمته لتقديم خدمات التطوير إلى ناشرين آخرين. بناءً على طلب مياموتو، بدأ الفريق العمل على لعبة جولف خيالية.
في أواخر عام 1997، تم التعاقد مع أنجيل ستوديوز لتطوير منفذ لعبة بلاي ستيشن من كابكوم ريزدنت إيفل 2 لجهاز نينتندو 64. وفقًا لـ أنجيل، كان هذا أول تعاون بين كابكوم وشركة ألعاب فيديو غير يابانية. كان للتنمية ميزانية مليون دولار وتم إنجاز العمل في غضون عامين بواسطة تسعة مطورين بدوام كامل. تم إصدار المنفذ في نوفمبر 1999 واعتبر ناجحًا: قام الاستوديو بتكثيف بيانات اللعبة إلى أقل من 10٪ من حجمها الأصلي، مع تركيب قرصين مضغوطين من الإصدار الأصلي على خرطوشة نينتندو 64 واحدة. في عام 2018 بأثر رجعي على Resident Evil 2 ومنافذها، وصف «جون» من يورو غيمزالتحويل بأنه «واحد من أكثر منافذ وحدة التحكم طموحًا في كل العصور». افتتح Matt Casamassina من آي جي إن المنفذ الذي وضع علامة على الاستوديو على أنه مناسب للتطوير لوحدة تحكم Project Dolphin التي تم الإعلان عنها مؤخرًا من نينتندو، والتي أصبحت غيم كيوب. عزا أنجيل ستوديوز الكثير من نجاح شركته في ألعاب الفيديو المبكرة إلى علاقاته الجيدة مع الناشرين الآسيويين.
مشروع آخر لـ أنجيل ستوديوز هو Ground Effect، وهي لعبة سباق حوامات كان من المقرر نشرها في فبراير 1998 بواسطة Inscape، والتي استحوذت عليها Graphix Zone في فبراير 1997. عُرض فيلم أوقيانوسيا الخاص بالاستوديو في جناح الواقع الافتراضي في إكسبو 98 ‏ . ساهم الاستوديو في رحلة مغامرة تسمى Virtual Jungle Cruise، والتي ظهرت لأول مرة في يونيو 1998 بافتتاح أول حديقة ترفيهية تفاعلية DisneyQuest في أورلاندو، فلوريدا. نشرت إنتراكتيف لايت لعبة فيديو أنجل ستوديوز ' بيتم أب -style Arcade Savage Quest في عام 1999. في هذا الوقت تقريبًا، اقترح أنجيل تطوير لعبة فيديو سباقات على الرغم من تشبع السوق. شجع موظفيه على العمل بشكل مستقل والاستحواذ على أجزاء اللعبة المختلفة. اعتبرت هذه السياسة عاملاً رئيسياً في جودة اللعبة. تم إصدار اللعبة باسم ميدتاون مادنس في مايو 1999 كجزء من امتياز لعبة سباق مادنيس من مايكروسوفت. صرّح فريد ماركوس، المصمم والمبرمج في ميدتاون مادنس، بأن العروض الفيزيائية الرائعة للاستوديو كانت أساسية لعقود النشر الخاصة به. أنتجت اللعبة سلسلة من ثلاثة عناوين، منها ميدتاون مادنس 2 تم تطويرها بواسطة أنجيل وتم إصدارها في عام 2000. واصل الاستوديو العمل مع مايكروسوفت في لعبة تتضمن صديقة افتراضية، تم التخطيط لها كعنوان إطلاق إكس بوكس يسمى XGirl. تم عرض Sky Pirates VR، وهو معلم جذب تحت عنوان القراصنة يعتمد على نظام «الواقع الرأسي» لستيفن سبيلبرغ، في حدائق GameWorks الترفيهية. ظهر الجاذبية لأول مرة في ديترويت في عام 2000 وتوسعت إلى شاومبورغ، إلينوي، بحلول ديسمبر من ذلك العام.

### صفقات روكستار غيمز والاستحواذ عليها (2000-2003)
أصبحت روكستار غغيمز، ناشرة ألعاب الفيديو الأمريكية، مهتمة بالعمل مع أنجيل ستوديوز بعد إصدار ميدتاون مادنس، وأرادت استخدام خبراتهم المشتركة لتطوير ما أصبح يعرف باسم ميدنايت كلوب و Smuggler's Run. كجزء من علاقتهم، عملت أنجيل ستوديوز على Oni 2: Death & Taxes، وهو تكملة ملغاة للعبة 2001 أوني، وهي نفسها مملوكة لشركة روكستار غيمز، تيك-تو إنترأكتيف. في مقابلة أجريت في نوفمبر 2000، قال سام هاوزر من روكستار غيمز: «أحب استوديوهات أنجيل.. لن أتوقف عن العمل معهم». صنفت Daily Radar أنجيل ستوديوز في المرتبة الرابعة على قائمتها لعام 2001 لأفضل خمسة مطورين لمنصات سوني، مستشهدة بقوة مدنايت كلوب: ستريت رايسنغ وأول لعبة Smuggler's Run على بلاي ستيشن 2.
حوالي عام 2002، ناقش أنجيل بيع شركته مع ميكروسوفت وأكتيفجن وروكستار غيمز. لقد أقام صداقة مع سام هاوسر وشقيقه دان هاوسر، وهما من مؤسسي روكستار غيمز، بسبب حب مشترك للتيكيلا. سعت الشركة إلى الحصول على Angel Game Engine من أنجيل ستوديوز كمحرك ألعاب خاص ليحل محل ريندر وير من كريتريون غيمز، والذي استخدمته لسلسلة جراند ثفت أوتو. قدمت روكستار غيمز في البداية ما اعتبره أنجل كرة منخفضة. عندما لم يرد، قدمت روكستار غيمز عرضًا قال أنجيل إنه لا يستطيع رفضه وأقنعه أن الاستوديو سيكون لديه الحرية الإبداعية التي يريدها. أعلنت شركة Take-Two أنها استحوذت على أنجيل ستوديوز في 20 نوفمبر 2002. دفعت 28.5 مليون دولار نقدًا، و 235,679 سهمًا من الأسهم العادية المقيدة (بقيمة 6.55 مليون دولار) و 5.9 مليون دولار في إتاوات مدفوعة الأجر؛ بسعر إجمالي 41 مليون دولار أمريكي. أصبحت أنجيل ستوديوز وموظفيها البالغ عددهم 125 موظفًا جزءًا من روكستار غيمز مثل روكستار سان دييغو. ارتفع عدد الموظفين إلى 230 بحلول عام 2003. كجزء من تحول ثقافي شعر بعض الموظفين أنه كان مفاجئًا، ألغت روكستار غيمز سياسة الاستوديو المتمثلة في إجازة لمدة أسبوع لجميع الموظفين بعد إطلاق كل لعبة.

### مشاريع ما بعد الشراء (2003-2006)
بعد الاستحواذ، راجع المسؤولون التنفيذيون في روكستار غيمز مشاريع تطوير الاستوديو لتحديد ما يستحق الاحتفاظ به. أشار دان هاوسر إلى ريد ديد ريفولفر، التي وصفها بأنها «لعبة رعاة البقر التي بدت جيدة جدًا»، لفتت انتباه فريق المراجعة على الرغم من كونها غير قابلة للعب. نشأ المشروع من شراكة أنجيل ستوديوز وكابكوم على منفذ Resident Evil 2: اقترب يوشيكي أوكاموتو من كابكوم من الاستوديو بفكرة ملكية فكرية أصلية بعنوان SWAT، وهو مطلق نار من منظور شخص ثالث يضم فريق سوات (قوات التدخل السريع) المكون من سبع قطع. اعتمد هذا لاحقًا موضوعًا غربيًا بناءً على توصية أوكاموتو. بدأت أنجيل ستوديوز العمل على اللعبة في عام 2000 بإشراف وتمويل كابكوم. كان التطور مضطربًا، ويرجع ذلك جزئيًا إلى الاختلافات الثقافية بين الشركتين، وظلت اللعبة غير قابلة للعب. بعد مغادرة أوكاموتو لكابكوم، توقفت الشركة عن تمويل اللعبة في يوليو 2003 وألغتها رسميًا في أغسطس. استحوذت روكستار غيمز على Red Dead Revolver من كابكوم واستأنفت تطويرها بحلول ديسمبر من ذلك العام. زادت الأزمة في روكستار سان دييغو للإصدار السريع للعبة، والتي جاءت في مايو 2004 لجهاز بلاي ستايشن 2 وإكس بوكس.
في عام 2003، بدأت روك ستار سان دييغو في تطوير لعبة «العميل» (Agent)، وهي لعبة تسلل للعالم المفتوح لجهاز بلاي ستايشن 2 وإكس بوكس، تحت قيادة المنتج Luis Gigliotti. تم إلغاء مفهوم لعبة فرقة العدالة بدون عنوان لصالح العميل. على عكس ألعاب أنجيل ستوديوز السابقة، بدأت مرحلة النموذج الأولي للوكيل بفريق كامل الحجم، والذي لم يُمنح سوى القليل من الوقت لإكمال النموذج الأولي، مما أدى إلى أزمة في الاستوديو. سافر فنانون من الشركة إلى القاهرة وواشنطن العاصمة، وهما اثنان من الإعدادات الخاصة بالوكيل، لالتقاط صور مرجعية. التقط الفنانون الأربعة الذين سافروا إلى القاهرة أكثر من 10000 صورة.عندما احتجزت الشرطة فنانين لتصويرهم في كلا الموقعين، تم حل الوضع في العاصمة بسرعة بينما استغرق الوضع في القاهرة وقتًا أطول بكثير. استمر التطوير بمجرد عودة كلا الفريقين. في الوقت نفسه، استمرت روكستار غيمز والأخوة هاوسر في طلب التغييرات بشكل متكرر لدرجة أن الاستوديو لم يستطع مواكبة الأمر، مما تسبب في مزيد من الأزمة. توفي ثلاثة أشخاص متصلين بالاستوديو - موظف نشط وموظفان سابقان - خلال هذا الوقت، مما زاد من ثقافة الاستوديو السامة. بعد عام من العمل، غادر جيجليوتي الاستوديو وشكل ألعاب الخرسانة للناشر تي إتش كيو. تبع أحد عشر من مطوري «العميل» الرئيسيين ' في اليوم التالي وتم تكليف العديد من مطوري Red Dead Revolver الرئيسيين بالوكيل لتعويض هذه الرحلات المغادرة. في ظل القيادة الجديدة، أمضى المطورون عامًا آخر في ترقية محرك اللعبة الداخلي لـ «العميل». بعد ذلك بوقت قصير، تم تعليق اللعبة إلى أجل غير مسمى. في نهاية المطاف، قام استوديو روكستار نورث الشقيق بتطوير لعبة بنفس الاسم وأعلن عنها في عام 2009.
بعد أن استحوذت إلكترونيك آرتس على كريتريون غيمز (Criterion Games) في عام 2004، أنشأ روكستار سان دييغو فريق محرك روكستار المتقدم للألعاب لتطوير محرك روكستار المتقدم للألعاب من Angel Game Engine. تم تقديم المحرك مع Rockstar Games Presents Table Tennis، والذي تم تطويره بواسطة الاستوديو وتم إصداره لأجهزة إكس بوكس 360 ووي في عام 2006. سيستمر استخدام RAGE في معظم عناوين روكستار غيمز لأجهزة الكمبيوتر الشخصية ووحدات التحكم، بما في ذلك ريد ديد ريدمبشن و غراند ثفت أوتو 4 و ماكس باين 3 و غثراند ثفت أوتو 5 و ريد ديد ريدمبشن 2. كان المؤسس والرئيس أنجيل يعمل من مكاتب روكستار سان دييغو ومقر روكستار غيمز في مدينة نيويورك وكولومبيا منذ الاستحواذ وقرر في النهاية عدم تجديد عقده مع روكستار غيمز. حاول الأخوان هاوسر إقناعه بالبقاء، لكن أنجل شعر بالحنين إلى الوطن وترك الشركة في مايو 2005 للعودة إلى كولومبيا. في ميديلين، حاول إنشاء فرص تطوير الألعاب، مثل درجة الماجستير في برمجة ألعاب الفيديو في جامعة EAFIT. لقد تعثروا في النهاية بسبب نقص الدعم الحكومي والموهبة في المنطقة. أصبح آلان واسرمان، الذي انضم إلى روكستار سان دييغو في عام 2003، المدير العام للاستوديو. افتتح الاستوديو وظيفتين تدريب مدفوع الأجر لطلاب مركز تكنولوجيا الترفيه في ديسمبر 2005 وسرعان ما بدأ في تعيين موظفين لإنتاج ألعاب الجيل التالي.
في أغسطس 2006، قام اثنان من الفنانين السابقين في Rockstar San Diego 3D - تيري كيم تشاكري وجاريت فلين - برفع دعوى قضائية جماعية نيابة عن أكثر من مائة موظف سابق، مطالبين بتعويض غير مدفوع الأجر عن العمل الإضافي. القضية، غاريت فلين وآخرون. الخامس. أنجل ستوديوز، إنك. / Rockstar Games et al.، تم إعداده بمساعدة Thomas Urmy Jr. من شركة المحاماة Shapiro Haber & Urmy LLP، وتمت تسويته خارج المحكمة في أبريل 2009 مع روكستار غيمز لمنح الموظفين السابقين 2.72 مليون دولار. حتى بعد التسوية، قامت زوجات العديد من موظفي روكستار سان دييجو، تحت الاسم المستعار "Rockstar Spouse"، بنشر رسالة مفتوحة في يناير 2010، تزعم أن المديرين التنفيذيين فرضوا ظروف عمل سيئة على مطوري الاستوديو منذ مارس 2009. تبع ذلك العديد من الموظفين السابقين الذين وصفوا تجارب مماثلة بشكل مجهول وعلني. بينما أكد موظف سابق في روكستار غيمز مزاعم المنشور، أنكرت روكستار غيمز جميع الادعاءات وقالت إنها «حزينة إذا لم يجد أي عضو سابق في أي استوديو وقته هنا ممتعًا أو مُرضيًا بشكل إبداعي». وصفت الرابطة الدولية لمطوري الألعاب ظروف العمل المزعومة بأنها «خادعة واستغلالية وضارة في نهاية المطاف».
في يناير 2010، أفيد أن إدارة الشركة قد قامت تدريجياً بتسريح الموظفين العاملين في سلسلة ميدنايت كلوب والاستعانة بمصادر خارجية لتطويرها. استقال الموظفون الرئيسيون الآخرون بدلاً من العمل في ريد ديد ريدمبشن. أثناء تطوير اللعبة، أدى سوء الإدارة إلى تأخير وزيادة تكاليف التطوير. بعد إصدار اللعبة في مايو 2010، تم تسريح حوالي 40 من موظفي روكستار سان دييغو البالغ عددهم 180 موظفًا. حققت ريد ديد ريدمبشن نجاحًا تجاريًا وحاسمًا، حيث بيع 13 مليون نسخة في غضون عامين. متحدثًا إلى المستثمرين، أعلن الرئيس التنفيذي لشركة تيك-تو، شتراوس زيلنيك، أن اللعبة ستصبح إحدى الامتيازات الاستراتيجية الدائمة للشركة. فازت اللعبة بالعديد من الجوائز في نهاية العام، بما في ذلك العديد جوائز لعبة العام. وجدت بيزنس إنسايدر أن اللعبة كانت - اعتبارًا من عام 2017، أفضل لعبة رقم 37 على الإطلاق عند قياسها من خلال درجات الاستقبال الحرجة. ستيف مارتن، الذي كان منتجًا في الاستوديو منذ عام 2009، خلف واسرمان كمدير الاستوديو في وقت لاحق في عام 2010. تقلص عدد الموظفين إلى 128 موظفًا بحلول فبراير 2011.

### التعاون والتطوير (2011 إلى الوقت الحاضر)
ابتداءً من عام 2011، تعاونت روكستار سان دييغو بشكل كبير مع استوديوهات روكستار غيمز الأخرى. لعبت دورًا مساندًا (جنبًا إلى جنب مع روكستار نورث وروكستار ليدز) في تطوير لعبة تيم بوندي لعام 2011 إل إيه نوار. بالنسبة لـ ماكس باين 3 لعام 2012، كان روكستار سان دييغو جزءًا من روكستار ستوديوز، وهو جهد تعاوني لجميع استوديوهات روكستار غيمز. للتوسع، كان الاستوديو يوظف موظفين آخرين بحلول فبراير 2012. ثم دفعت روكستار غيمز 12.6 مليون دولار في أغسطس 2014 لتجديد عقد الإيجار على 52,726 قدم مربع (4,898.4 م2) مساحة مكتبية في مركز فاراداي للشركات في كارلسباد لمدة ثماني سنوات. تعاون الاستوديو مع روكستار نورث في غراند ثفت أوتو 5، والتي تم إصدارها في في عام 2013. في الآونة الأخيرة، كانت الشركة واحدة من ثمانية استوديوهات عملت في ريد ديد ريدمبشن، والتي ظهرت في عام 2018. واجه تطوير تلك اللعبة مرة أخرى مزاعم تتعلق بقضايا العمل. أفاد بعض الموظفين أنهم أُمروا بالعمل الإضافي، وكانوا يعملون في كثير من الأحيان 80 ساعة في الأسبوع. في يوليو 2019، غادر مارتن الشركة للانضمام إلى التكتل الصيني تينسنت، وافتتح الاستوديو الفرعي Lightspeed LA في العام التالي.

## الألعاب
| السنة | اللعبة                                          | المنصة                                  | الناشر            | مصادر  |
| ----- | ----------------------------------------------- | --------------------------------------- | ----------------- | ------ |
| 1994  | إيكو:ذا تايدز أوف تايم                          | ميجا سي دي                              | سيجا              |        |
| 1996  | Mr. Bones                                       | سيغا ساترن                              | سيجا              |        |
| 1998  | Major League Baseball Featuring Ken Griffey Jr. | نينتندو 64                              | نينتندو           |        |
| 1998  | Virtual Jungle Cruise                           | عُرضت في الملاهي الترفيهية "ديزني كويست" |                   |        |
| 1999  | Savage Quest                                    | أركاد                                   | Interactive Light | [ 10 ] |
| 1999  | ميدتاون مادنس                                   | ويندوز                                  | مايكروسوفت        | [ 11 ] |
| 1999  | Ken Griffey Jr.'s Slugfest                      | نينتندو 64                              | نينتندو           |        |
| 1999  | Resident Evil 2                                 | نينتندو 64                              | كابكوم            |        |
| 2000  | Sky Pirates VR                                  | Exhibited at GameWorks theme parks      |                   |        |
| 2000  | Midtown Madness 2                               | Windows                                 | مايكروسوفت        |        |
| 2000  | Midnight Club: Street Racing                    | بلاي ستيشن 2                            | روكستار غيمز      |        |
| 2000  | Smuggler's Run                                  | بلاي ستيشن 2                            | روكستار غيمز      |        |
| 2001  | Test Drive: Off-Road Wide Open                  | بلاي ستيشن 2, إكس بوكس                  | Infogrames        |        |
| 2001  | Smuggler's Run 2                                | بلاي ستيشن 2                            | روكستار غيمز      |        |
| 2001  | Transworld Surf                                 | بلاي ستيشن 2                            | Infogrames        |        |
| 2002  | Smuggler's Run: Warzones                        | GameCube                                | روكستار غيمز      |        |

## كـ روكستار سان دييغو
| السنة | اللعبة                               | المنصة                                                                                    | الناشر       |
| ----- | ------------------------------------ | ----------------------------------------------------------------------------------------- | ------------ |
| 2003  | Midnight Club II                     | PlayStation 2, Windows, Xbox                                                              | روكستار غيمز |
| 2003  | SpyHunter 2                          | PlayStation 2, Xbox                                                                       | ميدواي غيمز  |
| 2004  | Red Dead Revolver                    | PlayStation 2, Xbox                                                                       | روكستار غيمز |
| 2005  | Midnight Club 3: Dub Edition         | PlayStation 2, PlayStation Portable, Xbox                                                 | روكستار غيمز |
| 2006  | Midnight Club 3: Dub Edition Remix   | PlayStation 2, Xbox                                                                       | روكستار غيمز |
| 2006  | Rockstar Games Presents Table Tennis | وي، إكس بوكس 360                                                                          | روكستار غيمز |
| 2008  | Midnight Club: Los Angeles           | بلاي ستيشن 3, إكس بوكس 360                                                                | روكستار غيمز |
| 2010  | Red Dead Redemption                  | بلاي ستيشن 3, إكس بوكس 360                                                                | روكستار غيمز |
| 2011  | L.A. Noire                           | Nintendo Switch, PlayStation 3, PlayStation 4, Windows, Xbox 360, Xbox One                | روكستار غيمز |
| 2012  | Max Payne 3                          | macOS, PlayStation 3, Windows, Xbox 360                                                   | روكستار غيمز |
| 2013  | Grand Theft Auto V                   | PlayStation 3, PlayStation 4, PlayStation 5, Windows, Xbox 360, Xbox One, Xbox Series X/S | روكستار غيمز |
| 2018  | Red Dead Redemption 2                | PlayStation 4, Stadia, Windows, Xbox One                                                  | روكستار غيمز |

## ألعاب ألغيت
- Ground Effect
- Buggie Boogie
- XGirl
- Oni 2: Death & Taxes
- Agent

## وصلات خارجية
- Archived Angel Studio website
- Official Rockstar San Diego website
- Rockstar San Diego نسخة محفوظة 8 أغسطس 2010 على موقع واي باك مشين. at موبي جيمز